# أحمد إسماعيل يحيى
أحمد إسماعيل يحيي هو كاتب ومفكر إسلامي مصري.

## مؤلفاته
- الإسلام والمعتقدات الدينية القديمة: صدر عن مكتبة الدار العربية للكتاب عام 2002.[1]
- مفتاح الراغبين في معرفة القرآن الكريم: صدر عن الدار المصرية اللبنانية عام 1999.[2]
- الإسلام بين الواقع والتحديات و المستقبل: صدر عن الدار المصرية اللبنانية.[3]
- الزكاة عبادة مالية وأداة إقتصادية

كما كتب مقدمة عدد من الكتب من بينها كتاب «حقيقة الإنسان» بجزأيه الأول والثاني وهو من تأليف الكاتب عيسى عبده، وصدر عن دار المعارف المصرية عام 1981، وكتاب «بترول المسلمين ومخططات الغاصبين» الذي ألفه الكاتب عيسى عبده وصدر عن دار المعارف المصرية عام 1983.